# Строкино (Ивановская область)
Строкино или железнодорожной станции Строкино — деревня в Ивановском районе Ивановской области России. Входит в Богородское сельское поселение.

## География
Деревня расположена в 10 км, к северо-востоку от районного и областного центра города Иваново.
В деревне расположена железнодорожная станция Строкино, на станции останавливаются пригородные поезда до Иванова, Кинешмы, Ярославля.

## Население
| 2010 |
| ---- |
| 52   |

## Улицы
Согласно Классификатору адресов Российской Федерации (КЛАДР) в деревне есть 5 улиц, также к деревне приписано 1 садовое некоммерческое товарищество:
- Дорожная улица
- Железнодорожная улица
- Лесная улица
- Садовая улица
- Центральная улица
- Садовое некоммерческое товарищество "Берёзка-1"